# HMS Croome (L62)
HMS Croome (L62)  là một tàu khu trục hộ tống lớp Hunt Kiểu II của Hải quân Hoàng gia Anh Quốc được hạ thủy và đưa ra phục vụ vào năm 1941. Nó đã hoạt động cho đến hết Chiến tranh Thế giới thứ hai, cho đến khi xuất biên chế năm 1945 và bị bán để tháo dỡ năm 1957.

## Thiết kế và chế tạo
Croome thuộc vào số 33 chiếc tàu khu trục lớp Hunt nhóm II, có mạn tàu rộng hơn nhóm I, tạo độ ổn định cho một tháp pháo QF 4 in (100 mm) Mark XVI nòng đôi thứ ba, cũng như cho phép tăng số lượng mìn sâu mang theo từ 40 lên 110.
Croome được đặt hàng cho hãng Alexander Stephen and Sons tại Govan, Scotland trong Chương trình Chế tạo 1939 và được đặt lườn vào ngày 7 tháng 6 năm 1940. Nó được hạ thủy vào ngày 30 tháng 1 năm 1941 và nhập biên chế vào ngày 29 tháng 6 năm 1941.

## Lịch sử hoạt động

### 1941
Sau khi hoàn tất trang bị và chạy thử máy, Croome đi đến Scapa Flow vào tháng 7 năm 1941 để thực hành cùng các tàu chiến thuộc Hạm đội Nhà. Nó gia nhập Đội hộ tống 12 đặt căn cứ tại Londonderry để hộ tống các đoàn tàu vận tải vượt Đại Tây Dương.
Vào ngày 8 tháng 9, Croome hộ tống Đoàn tàu OG 75 đi từ Liverpool đến Gibraltar. Trong khi càn quét để bảo vệ phía trước đoàn tàu, nó phát hiện tàu ngầm Ý Baracca trên mặt biển ở khoảng cách 8.500 yd (7,8 km). Đối thủ lập tức lặn xuống khi chiếc tàu khu trục mở hết tốc lực tiến về phía nó, nhưng sau hai lượt tấn công bằng mìn sâu, Baracca nổi lên mặt nước về phía đuôi Croome, lập tức chịu đựng mọi cỡ hỏa lực từ chiếc tàu khu trục. Chiếc tàu ngầm tìm cách bắn trả bằng khẩu pháo chính, nhưng hỏa lực không chính xác và bị càn quét bởi hỏa lực súng máy. Khi Croome tiếp cận, thủy thủ Ý bắt đầu bỏ tàu, và Croome đã húc vào Baracca ở khoảng ngang với tháp chỉ huy; chiếc tàu ngầm chìm với đuôi chìm trước và phát nổ dưới nước, đắm ở tọa độ 40°16′B 20°55′T / 40,267°B 20,917°T Sau khi vớt những người sống sót, Croome hướng đến Gibraltar với ngăn phía mũi tàu bị ngập nước; hư hại do cú húc vào tàu ngầm đối phương. 28 sĩ quan và thủy thủ Ý đã thiệt mạng trong vụ đụng độ này.
Công việc sửa chữa những hư hại kéo dài cho đến ngày 4 tháng 10, khi Croome tiếp nối nhiệm vụ hộ tống vận tải từ Croome. Vào ngày 11 tháng 10, nó hộ tống tàu sân bay Eagle (R05) đi Gibraltar trong chặng cuối của hành trình từ Freetown cùng tàu corvette Pháp Commandant Duboc. Vào tháng 11, nó hộ tống Đoàn tàu WS14 đi Trung Đông; rồi sang tháng 12 được bố trí tại Gibraltar, cùng với tàu khu trục Exmoor (L61) tiếp tục hộ tống Đoàn tàu WS14 cho đến khi được Wild Swan (D62) thay phiên ngoài khơi Tây Phi. Vào ngày 15 tháng 12, nó cùng các tàu khu trục Gurkha (G63), Foxhound (H69) và Nestor (G02) được cho tách ra khỏi Lực lượng H để càn quét bảo vệ phía trước Đoàn tàu HG 76. Nestor đã phát hiện tàu ngầm Đức U-127, và Croome đã hỗ trợ cho trong việc đánh chìm U-127 ở tọa độ 36°38′B 09°12′T / 36,633°B 9,2°T ngoài khơi mũi St. Vincent; không ai trong số thủy thủ đoàn chiếc U-boat sống sót.

### 1942
Vào ngày 2 tháng 2 năm 1942, Croomecùng các tàu khu trục Westcott (D47) và Exmoor (L61) cùng một tàu corvette được phái đi hộ tống chiếc tàu chở quân MV Llangibby Castle bị hư hại, đang né tránh sự tấn công của hai chiếc U-boat tại cảng trung lập Horta thuộc quần đảo Azores. Họ phát hiện tàu ngầm Đức U-581 qua sonar tại luồng cảng bên ngoài Horta và đã tấn công đối thủ bằng mìn sâu. Chiếc U-boat cuối cùng phải nổi lên mặt nước và chịu đựng hải pháo của Croome và Westcott, và Westcott đã húc U-581. Thủy thủ chiếc U-boat kịp thoát ra khỏi tàu trước khi nó đắm, nhưng Westcott quay lại tiếp tục tấn công bằng mìn sâu khiến bốn người thiệt mạng và một số người bị thương.
Đến ngày 27 tháng 2, Croome tham gia thành phần hộ tống cho các tàu sân bay Argus (I49) và Eagle chuyên chở máy bay tăng viện cho Malta đang bị bao vây trong khuôn khổ Chiến dịch Spotter. Lực lượng hộ tống còn bao gồm các tàu khu trục Laforey (G99), Lightning (G55), Active (H14), Anthony (H40), Whitehall (D94), Wishart (D67), Blankney (L30) và Exmoor (L08), dưới sự che chở của thiết giáp hạm Malaya (1915) và tàu tuần dương Hermione (74). Tuy nhiên Chiến dịch Spotter bị hủy bỏ vào ngày hôm sau, và nó quay trở lại Gibraltar.
Chiến dịch Spotter được tiến hành trở lại vào ngày 6 tháng 3, khi các tàu sân bay Argus và Eagle chuyên chở máy bay tăng viện đang thiếu hụt trầm trọng tại Malta. Đến ngày 11 tháng 4, Croome được bố trí hộ tống các đoàn tàu vận tải trên tuyến đường Anh-Gibraltar, và đã cùng tàu tuần dương Shropshire (73) và các tàu khu trục Wild Swan (D62) và Exmoor hộ tống Đoàn tàu WS17B. Đến tháng 5, nó được điều sang khu vực Đông Địa Trung Hải, di chuyển qua ngã mũi Hảo Vọng và biển Hồng Hải để đến Alexandria, Ai Cập. Nó gia nhập Chi hạm đội Khu trục 5 tại đây trước khi tham gia cùng các tàu khu trục Aldenham (L22), Beaufort (L14), Belvoir (L32), Derwent (L83), Dulverton (L63), Exmoor, Haydon (L75), Holcombe (L56), Hursley (L84), Hurworth (L28), Rockwood (L39) và Tetcott (L99) cho hoạt động hộ tống vận tải và tuần tra tại khu vực Đông Địa Trung Hải. Nó tham gia hộ tống Đoàn tàu MW11 đi Malta vào ngày 11 tháng 6, nhưng phải rút lui vào ngày 15 tháng 6 sau khi bị tấn công từ trên không và bởi những tàu phóng lôi E-boat Đức.
Croome hoạt động tuần tra chống tàu ngầm và hỗ trợ cho việc phòng thủ của lực lượng đồn trú tại Tobruk trong tháng 7, và sang tháng 8 đã phối hợp cùng các tàu khu trục Sikh (F82), Zulu (F18), Tetcott và máy bay Liên đội 221 Không quân Hoàng gia Anh đánh chìm tàu ngầm U-boat U-372 ở vị trí 32°28′B 34°37′Đ / 32,467°B 34,617°Đ, về phía Tây Nam Haifa. Đến ngày 27 tháng 8, nó tham gia các hoạt động bắn phá hỗ trợ tác chiến trên bộ; và sang tháng 9 đã tham gia Chiến dịch Agreement, một cuộc đột kích Tobruk thất bại nơi tàu tuần dương hạng nhẹ Coventry (D43) và các tàu khu trục Sikh và Zulu bị đánh chìm và chịu đựng thương vong nặng nề.
Vào ngày 17 tháng 11, Croome nằm trong thành phần hộ tống trong khuôn khổ Chiến dịch Stoneage, một đoàn tàu vận tải tăng viện đầu tiên đến Malta sau khi hòn đảo này được giải vây.

### 1943
Croome tiếp tục hoạt động tuần tra và hộ tống vận tải tại khu vực Đông Địa Trung Hải cho đến tháng 3, 1943, khi nó cùng Exmoor và Hursley được điều động sang Chi hạm đội Khu trục 22 đặt căn cứ tại Algiers cho vai trò tương tự, hỗ trợ các hoạt động tác chiến tại Tunisia. Trong Chiến dịch Retribution vào tháng 5, nó được bố trí phong tỏa khu vực Cape Bon ngăn chặn lực lượng đối phương triệt thoái khỏi khu vực. Từ tháng 6 đến tháng 8, nó tuần tra và hộ tống các đoàn tàu vận chuyển lực lượng được tập trung để tham gia Chiến dịch Avalanche, cuộc đổ bộ của lực lượng Đồng Minh lên Salerno, Ý.
Đang khi hộ tống Đoàn tàu MKS24 tại khu vực Đông Địa Trung Hải vào ngày 14 tháng 9, Croome được cho tách ra và đi đến Haifa để hỗ trợ các hoạt động quân sự tại vùng biển Aegean sau khi Ý đầu hàng. Nó cùng Hursley đón lên tàu binh lính thuộc Tiểu đoàn 2, Trung đoàn pháo thủ Hoàng gia Ireland tại Haifa vào ngày 16 tháng 9, và cho đổ bộ lên đảo Leros thuộc quần đảo Dodecanese. Sau đó nó tuần tra để ngăn chặn lực lượng Đức đổ bộ binh lính lên chiếm đóng khu vực này thay thế cho lực lượng Ý chiếm đóng khu vực này đã đầu hàng. Trong suốt tháng 10 và tháng 11, nó hỗ trợ các chiến dịch quân sự trong biển Aegean khi tuần tra, vận chuyển binh lính tăng viện và tiếp liệu, và tăng cường phòng không.
Sau khi Chiến dịch Dodecanese kết thúc với thất bại cho phe Đồng Minh, Croome quay trở lại hoạt động thường lệ cùng Chi hạm đội Khu trục 22 vào ngày 22 tháng 12, và chuẩn bị để hỗ trợ cho hoạt động đổ bộ tiếp theo lên Anzio, Ý.

### 1944
Vào ngày 21 tháng 1, 1944, Croome cùng các tàu khu trục Hy Lạp HHnMS Themistoklis và HHnMS Kriti khởi hành từ Naples, Ý cùng Lực lượng Tấn công phía Nam, trong thành phần Lực lượng Đặc nhiệm 81 để tham gia Chiến dịch Shingle, cuộc đổ bộ của lực lượng Đồng Minh lên Anzio. Nó được phần về Đội đặc nhiệm 81.6, và sang ngày hôm sau đã hỗ trợ hải pháo và phòng không cho cuộc đổ bộ, rồi tiếp tục bảo vệ ngoài khơi cho bãi đổ bộ.
Sau khi tách khỏi Chiến dịch Shingle, Croome tiếp nối nhiệm vụ hộ tống vận tải và tuần tra cùng Chi hạm đội tại khu vực Trung tâm và Tây Địa Trung Hải cho đến tháng 7. Sang tháng 8, nó được đề cử quay trở về Anh để gia nhập Chi hạm đội Khu trục 21, về đến Sheerness vào tháng 9, và gia nhập đơn vị mới vào tháng 10 để làm nhiệm vụ tuần tra ven biển và hộ tống vận tải tại khu vực Bắc Hải và eo biển Manche.

### 1945
Sang đầu năm 1945, Croome được đề cử sang phục vụ cùng Hạm đội Viễn Đông tại Ceylon. Nó được đại tu và tái trang bị, rồi đến tháng 3 đã gia nhập lực lượng hộ tống cho các tàu sân bay hạng nhẹ Venerable (R63), Vengeance (R71) và Colossus (R95) di chuyển sang Địa Trung Hải. Trong tháng 4, nó được giữ lại khu vực Địa Trung Hải như thành phần dự bị cho Hạm đội Viễn Đông, làm nhiệm vụ tuần tra và hộ tống vận tải. Sau khi xung đột kết thúc tại Châu Âu vào tháng 5, nó tiếp tục ở lại Malta hỗ trợ lực lượng trú đóng và tập trận cho đến tháng 8.

### Sau chiến tranh
Sau khi Nhật Bản đầu hàng kết thúc hoàn toàn Thế Chiến II, Croome quay trở về Devonport, Anh vào tháng 10, rồi được đưa về lực lượng dự bị tại Plymouth.  Vào năm 1954, đã có dự định chuyển giao nó cho Hải quân Hoàng gia Đan Mạch, nhưng một tàu chị em khác đã được lựa chọn, và nó được chuyển đến Cardiff. Con tàu bị đưa vào danh sách loại bỏ vào năm 1957, bị bán cho hãng BISCO, và được tháo dỡ bởi hãng Thomas W. Ward Ltd. Con tàu được tháo dỡ tại Briton Ferry, Wales vào ngày 13 tháng 8, 1957.